# Elecciones estatales de Coahuila de 2017
El  Proceso Electoral Local 2016-2017 , comúnmente llamado elecciones estatales de Coahuila de 2017, se llevó a cabo el domingo 4 de junio de 2017, y en ellas se renovaron los siguientes cargos de elección popular en el estado de Coahuila:
- Gobernador de Coahuila. Titular del Poder Ejecutivo del estado, electo para un periodo de seis años no reelegibles en ningún caso, el candidato electo fue Miguel Riquelme Solís.[4]
- 38 ayuntamientos. Compuestos por un Presidente Municipal y regidores, electos por única ocasión para un periodo de un año con posibilidad de reelección para el periodo inmediato.
- 25 Diputados al Congreso del Estado. 16 electos por mayoría relativa en cada uno de los distritos electorales y 9 electos por el principio de representación proporcional mediante un sistema de lista para un periodo de tres años con posibilidad de reelección para el periodo inmediato.[5]

## Antecedentes
Rumbo a la elección a la gubernatura, congreso y ayuntamientos el PRI, gracias a escándalos de corrupción durante el sexenio, contaba con bajos niveles de aprobación lo cual impactaba a sobremanera en su postulación, que por primera vez en su historia podría ceder la gubernatura.

## Precandidaturas y Procesos Internos

### Partido Acción Nacional
Siendo la principal fuerza política de oposición en Coahuila, en la elección de 2017 tiene una amplia posibilidad de ganar la Gubernatura, sobre todo por el descontento de la población hacia las últimas administraciones PRI. Entre los principales aspirantes del PAN se encuentran Guillermo Anaya Llamas (exsenador, exdiputado federal y exalcalde de Torreón) quien ya fuera candidato a gobernador en 2011 siendo derrotado por Rubén Moreira.
Asimismo el senador Luis Fernando Salazar Fernández parece tener un considerable apoyo por parte de los panistas coahuilenses, sobre todo a raíz del activismo que ha mostrado contra la llamada "Megadeuda" contraída durante la administración de Humberto Moreira. Salazar pidió licencia de su cargo en noviembre de 2016 para poder contender en el procedimiento de selección. Del mismo modo, el alcalde de Saltillo Isidro López Villarreal manifestó su interés de contender por la candidatura y debido a ello solicitó licencia de su cargo el 12 de diciembre de 2016.
El 16 de enero de 2017 el Comité Ejecutivo Nacional del PAN anunció por designación al candidato electo : Guillermo Anaya Llamas

### Partido Revolucionario Institucional
Entre los principales aspirantes de este partido a la gubernatura en 2017 se encuentra el alcalde de Torreón Miguel Ángel Riquelme Solís, quien pidió licencia de dicho cargo a principios de diciembre para poder participar en el procedimiento de selección. Por otro lado, el diputado federal Javier Guerrero García manifestó su interés de contender también por la candidatura, aunque finalmente optó por renunciar a su militancia en el PRI y contender por la vía independiente. La senadora Hilda Flores Escalera, el diputado federal Jericó Abramo Masso y el secretario general adjunto del CEN del PRI Alejandro Gutiérrez también son considerados como posibles contendientes.
El 23 de diciembre de 2016 se presentó ante el Instituto Electoral de Coahuila un proyecto de alianza entre el PRI, el Partido Verde Ecologista de México, Nueva Alianza junto con otros cuatro partidos políticos locales.
El 27 de febrero de 2017 Miguel Ángel Riquelme Solís resultó ganador de la elección interna del PRI para candidato a Gobernador .
El 2 de abril de 2017, Riquelme Solís inició su campaña electoral en Saltillo.

### Candidaturas Independientes
José Ángel Pérez anunció en mayo de 2016 el movimiento Fuerza Ciudadana Coahuila en el cual manifiesta su inconformidad con el gobierno del estado y se prepara para hacer algo al respecto en las siguientes elecciones. El 15 de junio de 2016 anuncia que irá como candidato independiente en el siguiente proceso electoral de Coahuila.
En diciembre de 2016 durante el registro ante el IEC para la candidatura muere su esposa María Luisa Berrueto por lo que José Ángel no puede registrarse como candidato independiente.
Después de haber renunciado a su militancia en el PRI, el diputado federal Javier Guerrero García ha manifestado su intención de registrarse como candidato a Gobernador de Coahuila por la vía independiente.
El 2 de diciembre de 2016 Luis Horacio Salinas se registró ante el Instituto Electoral de Coahuila como candidato independiente. .

## Resultados

### Gubernatura

#### Acuña
|  | 16.21 % |

|  | 27.63 % |

|  | 3.93 % |

|  | 0.85 % |

|  | 0.81 % |

|  | 6.24 % |

|  | 0.54 % |

|  | 4.56 % |

|  | 0.54 % |

|  | 33.93 % |

|  | 0.26 % |

|  | 0.13 % |

|  | 2.56 % |

|  | 0.23 % |

|  | 0.06 % |

|  | 0.19 % |

#### Francisco I. Madero
|  | 26.01 % |

|  | 31.80 % |

|  | 1.61 % |

|  | 3.15 % |

|  | 0.92 % |

|  | 1.01 % |

|  | 9.48 % |

|  | 0.27 % |

|  | 2.74 % |

|  | 0.46 % |

|  | 1.58 % |

|  | 7.26 % |

|  | 0.98 % |

|  | 0.08 % |

|  | 11.76 % |

|  | 0.18 % |

#### Frontera
|  | 28.79 % |

|  | 35.66 % |

|  | 1.01 % |

|  | 0.85 % |

|  | 3.91 % |

|  | 0.90 % |

|  | 16.17 % |

|  | 0.27 % |

|  | 0.11 % |

|  | 0.29 % |

|  | 0.09 % |

|  | 0.82 % |

|  | 0.08 % |

|  | 0.12 % |

|  | 10.13 % |

|  | 0.53 % |

#### Matamoros
|  | 15.90 % |

|  | 37.48 % |

|  | 0.99 % |

|  | 1.13 % |

|  | 1.29 % |

|  | 1.33 % |

|  | 10.10 % |

|  | 0.28 % |

|  | 1.36 % |

|  | 0.19 % |

|  | 21.33 % |

|  | 0.68 % |

|  | 2.36 % |

|  | 0.53 % |

|  | 3.79 % |

|  | 0.38 % |

#### Monclova
|  | 34.81 % |

|  | 30.15 % |

|  | 0.86 % |

|  | 0.66 % |

|  | 1.13 % |

|  | 0.73 % |

|  | 18.48 % |

|  | 0.30 % |

|  | 0.24 % |

|  | 0.29 % |

|  | 10.76 % |

|  | 0.29 % |

|  | 0.11 % |

|  | 0.05 % |

|  | 0.09 % |

|  | 0.80 % |

#### Piedras Negras
|  | 32.49 % |

|  | 29.01 % |

|  | 1.11 % |

|  | 1.12 % |

|  | 1.29 % |

|  | 0.89 % |

|  | 8.15 % |

|  | 0.40 % |

|  | 0.75 % |

|  | 0.34 % |

|  | 0.26 % |

|  | 0.53 % |

|  | 21.94 % |

|  | 0.11 % |

|  | 0.16 % |

|  | 0.95 % |

#### Sabinas
|  | 36.13 % |

|  | 40.83 % |

|  | 0.38 % |

|  | 0.59 % |

|  | 0.46 % |

|  | 1.05 % |

|  | 9.17 % |

|  | 0.15 % |

|  | 17.27 % |

|  | 0.25 % |

|  | 0.17 % |

|  | 0.29 % |

|  | 8.43 % |

|  | 0.04 % |

|  | 0.10 % |

|  | 0.25 % |

#### Saltillo
|  | 30.74 % |

|  | 35.52 % |

|  | 1.58 % |

|  | 1.12 % |

|  | 1.22 % |

|  | 0.96 % |

|  | 15.12 % |

|  | 0.78 % |

|  | 0.28 % |

|  | 0.22 % |

|  | 1.51 % |

|  | 2.06 % |

|  | 7.20 % |

|  | 0.78 % |

|  | 0.15 % |

|  | 0.14 % |

#### San Pedro de las Colonias
|  | 23.18 % |

|  | 31.85 % |

|  | 1.56 % |

|  | 0.72 % |

|  | 0.94 % |

|  | 0.92 % |

|  | 6.33 % |

|  | 0.34 % |

|  | 5.29 % |

|  | 0.25 % |

|  | 1.61 % |

|  | 0.96 % |

|  | 23.98 % |

|  | 0.34 % |

|  | 0.29 % |

|  | 0.18 % |

#### Torreón
|  | 40.05 % |

|  | 32.77 % |

|  | 1.50 % |

|  | 1.28 % |

|  | 2.50 % |

|  | 0.79 % |

|  | 12.54 % |

|  | 5.52 % |

|  | 0.16 % |

|  | 0.42 % |

|  | 0.37 % |

|  | 0.25 % |

|  | 0.28 % |

|  | 0.12 % |

|  | 0.16 % |

|  | 0.0069 % |

## Irregularidades
En la madrugada del 5 de junio el Instituto Electoral de Coahuila daba como ganador de la Gubernatura a Guillermo Anaya, del PAN, en el conteo rápido que arrojó una ventaja de 2% sobre el del PRI, Miguel Ángel Riquelme Solís, así como una participación ciudadana del 62%. El nivel de confianza fue del 95%.
El mismo 5 de junio, se detuvo el PREP durante 4 a 7 de la mañana, pero el resultado cambió a favor de Miguel Riquelme del PRI, aventajando ahora 2% arriba del PAN. A las 4 de la tarde de ese mismo día el Programa de Resultados Electorales Preliminares (PREP) se congeló con el conteo del 71.91% de los votos, con el candidato priista a la cabeza.
El candidato del PAN a la gubernatura Guillermo Anaya aseguró que el gobierno del estado prepara un fraude electoral, a través de su cuenta de Twitter, el panista denunció que el Programa de Resultados Electorales Preliminares ya tiene el 100 por ciento de las casillas procesadas, sin embargo no ha contabilizado poco más de mil, equivalentes a 500 mil votos. 

"El PRI-Moreira va con todo por el fraude, mil actas sin contabilizar, casi 500,000 votos robados"

 - Guillermo Anaya Llamas, candidato a Gobernador

Durante una conferencia de prensa, la funcionaria del Instituto Electoral explicó que de los 3 mil 628 paquetes electorales para la elección de gobernador,  3 mil 625 ya se encuentran bajo su resguardo.  Detalló que 494 actas son ilegibles o tenían anomalías, y que 523 no fueron pegadas afuera de los paquetes, por lo que tendrán que abrirlos para determinar si es necesario contar voto por voto. 

"No es un fracaso. Nosotros ya se los habíamos explicado en varias ocasiones, el hecho de que hayan participado muchos partidos políticos en la contienda, el hecho de que haya dos coaliciones, una total, otra parcial, candidatos independientes, retrasó mucho el conteo de las casillas" 
 - Gabriela de León Farías, presidenta del IEC

"No hay manera de recuperar los datos. No tiene los datos de las casillas que se perdieron ni cuántos votos se perdieron, porque no se había concluido el conteo" 
 - Gabriela de León Farías, sobre los paquetes electorales robados en Acuña

En un hecho histórico tanto en Coahuila como en México los candidatos Guillermo Anaya, el independiente Javier Guerrero, y el candidato de Morena, Armando Guadiana, crearon el frente “Coahuila Digno”, para la defensa del voto en el estado, argumentando que el PRI robó la elección 

"Tenemos las actas en nuestras manos, donde el triunfo es inobjetable. Ya se han robado los recursos y la dignidad de los coahuilenses, y no vamos a permitir, de ninguna manera, que traten de robar esta elección" 
 - Guillermo Anaya Llamas

"Antes de los intereses personales y partidistas está el interés de los Coahuilenses, no vamos a permitir que en la tierra de Madero y de Carranza nos sigan robando más los Moreira" 
 - Armando Guadiana, Candidato a Gobernador

"Yo expresé el día de ayer que los números no me eran favorables y el reconocimiento de Guillermo Anaya como ganador. (…). No vamos a permitir que se distorsione y se suplante la voluntad popular " 
 - Javier Guerrero, Candidato a Gobernador

Ante esto el candidato del PT José Ángel Pérez Hernández, que anteriormente había declinado en favor de Armando Guadiana, su sumó al frente , al igual que el independiente Luis Horacio Salinas
Horas más tarde, el presidente nacional del PAN Ricardo Anaya ofreció una rueda de prensa en las instalaciones del PAN Coahuila, donde apoyo a Guillermo Anaya y adjudicó el triunfo:

"No hay en este momento otro tema más prioritario que ganar la elección aquí en el estado de Coahuila, no vamos a permitir que ignoren el voto de uno de cada tres coahuilenses para tratar de imponer al candidato del PRI, simple y sencillamente no se van a salir con la suya"
 - Ricardo Anaya, Presidente Nacional del PAN

"Tenemos la certeza porque contamos con el 100% de las actas que nos dan una victoria de 2 puntos porcentuales, lo cual, además, es consistente con el conteo rápido que a las 2 de la madrugada dio a conocer el Instituto Electoral de Coahuila"
 - Ricardo Anaya

También destacó los casos de los consejeros Gustavo Espinoza y Alejandro González, quienes tienen claros vínculos con el PRI:

"Reiteramos nuestros señalamientos: el Instituto Electoral ha estado y sigue estando al servicio del PRI. Que les quede muy claro, no nos vamos a dejar, no vamos a permitir que nos roben a la mala lo que los ciudadanos ya decidieron en las urnas"
 - Ricardo Anaya

A su vez Humberto Moreira culpó a su hermano Rubén Moreira, actual Gobernador, de intervenir en favor del PRI para “robarle” al Partido Joven el triunfo en distintos municipios en los comicios de ayer y llamó a realizar una “gran concentración” de protesta:

"Nos robaron la elección de la manera más burda. Estamos pensando en hacer una gran concentración, pero gran, gran concentración, nunca vista en todo el estado. Lo que te hicieron a ti nos lo hicieron a nosotros en todo el estado, 111 votos en Acuña, cuando hicieron una encuesta, iba en primer lugar, pero de a madre. Y el PRI, cinco mil y feria, cuando iba en tercer lugar. Es lo más burdo que he visto en mi vida, son unos hijos de la chingada. Hagamos una gran concentración, pero organicémonos todos los que fuimos asaltados por el puto tirano del gobernador y su bola de secuaces"
 - Humberto Moreira, ex Gobernador de Coahuila y candidato a diputado local

También el líder del Partido Joven, Édgar Puente, ofreció una conferencia en la que acusó directamente al mandatario estatal de llevar a cabo un “robo descarado” de los votos a su partido:

"Es increíble la forma tan burda que están haciendo el fraude en contra del Partido Joven, Más de 50 mil personas iremos al Palacio de Gobierno, no nos vamos a dejar, si en otro lugar se dejan, en Coahuila no somos agachones y no nos vamos a dejar. (…). Que le llegue el mensaje al gobernador, no nos vamos a dejar y vamos a tomar el Palacio de Gobierno"
 - Edgar Puente, Presidente del Partido Joven

## Ayuntamientos
|  | 30.85 % |

|  | 36.73 % |

|  | 2.46 % |

|  | 2.08 % |

|  | 1.66 % |

|  | 1.22 % |

|  | 1.65 % |

|  | 7.79 % |

|  | 0.75 % |

|  | 4.34 % |

|  | 0.53 % |

|  | 1.85 % |

|  | 1.77 % |

|  | 0.41 % |

|  | 0.94 % |

|  | 98.24 % |

|  | 1.72 % |

|  | 60.04 % |

|  | 39.96 % |

### Ayuntamiento de Saltillo
|  | 31.58 % |

|  | 41.36 % |

|  | 1.13 % |

|  | 1.91 % |

|  | 1.51 % |

|  | 0.35 % |

|  | 1.43 % |

|  | 8.82 % |

|  | 1.16 % |

|  | 0.37 % |

|  | 3.36 % |

|  | 0.45 % |

|  | 0.24 % |

|  | 2.56 % |

|  | 2.56 % |

|  | 0.99 % |

|  | 98.14 % |

|  | 1.82 % |

|  | 61.85 % |

|  | 38.15 % |

- Fernando Moreno Garibay, candidato de Movimiento Ciudadano, declina a favor de Alfonso Danao.[40]

### Ayuntamiento de Torreón
|  | 48.75 % |

|  | 36.46 % |

|  | 02.70 % |

|  | 01.31 % |

|  | 0.61 % |

|  | 9.07 % |

|  | 0.04 % |

|  | 1.08 % |

|  | 100.00 % |

|  | 34.79 % |

- Miguel Mery Ayup, del PRI, reconoció su derrota ante el PAN, solo falta contabilizar los votos totales.[42]

### Ayuntamiento de Monclova
|  | 32.84 % |

|  | 29.89 % |

|  | 1.72 % |

|  | 0.71 % |

|  | 2.19 % |

|  | 0.55 % |

|  | 1.16 % |

|  | 14.13 % |

|  | 0.79 % |

|  | 0.17 % |

|  | 4.77 % |

|  | 0.58 % |

|  | 0.90 % |

|  | 100.00 % |

|  | 51.27 % |

### Ayuntamiento de Acuña
|  | 12.70 % |

|  | 27.93 % |

|  | 5.35 % |

|  | 1.17 % |

|  | 0.87 % |

|  | 0.74 % |

|  | 3.31 % |

|  | 0.81 % |

|  | 43.20 % |

|  | 0.35 % |

|  | 0.38 % |

|  | 2.91 % |

|  | 0.20 % |

|  | 0.07 % |

|  | 98.26 % |

|  | 1.71 % |

|  | 60.29 % |

|  | 39.71 % |

### Ayuntamiento de San Pedro de las Colonias
|  | 25.79 % |

|  | 35.40 % |

|  | 2.99 % |

|  | 1.15 % |

|  | 2.21 % |

|  | 10.11 % |

|  | 1.44 % |

|  | 5.73 % |

|  | 1.20 % |

|  | 7.68 % |

|  | 0.62 % |

|  | 3.24 % |

|  | 1.53 % |

|  | 0.43 % |

|  | 0.48 % |

|  | 97.34 % |

|  | 2.62 % |

|  | 71.11 % |

|  | 28.89 % |

### Ayuntamiento de Piedras Negras
|  | 24.92 % |

|  | 35.02 % |

|  | 1.05 % |

|  | 1.12 % |

|  | 1.04 % |

|  | 0.50 % |

|  | 0.92 % |

|  | 4.20 % |

|  | 0.51 % |

|  | 0.65 % |

|  | 0.25 % |

|  | 0.23 % |

|  | 0.39 % |

|  | 0.10 % |

|  | 28.97 % |

|  | 0.14 % |

|  | 98.45 % |

|  | 1.50 % |

|  | 57.91 % |

|  | 42.09 % |

### Ayuntamiento de Frontera
|  | 30.41 % |

|  | 38.46 % |

|  | 01.48 % |

|  | 01.87 % |

|  | 08.08 % |

|  | 01.81 % |

|  | 00.86 % |

|  | 09.20 % |

|  | 00.77 % |

|  | 01.22 % |

|  | 00.50 % |

|  | 04.00 % |

|  | 00.41 % |

|  | 00.03 % |

|  | 00.85 % |

|  | 100.00 % |

|  | 38.96 % |

### Ayuntamiento de Ramos Arizpe
|  | 20.55 % |

|  | 51.24 % |

|  | 05.90 % |

|  | 1.19 % |

|  | 05.36 % |

|  | 16.30 % |

|  | 00.91 % |

|  | 01.83 % |

|  | 100.00 % |

|  | 40.04 % |

### Ayuntamiento de Morelos
|  | 34.77 % |

|  | 41.10 % |

|  | 13.30 % |

|  | 3.68 % |

|  | 0.33 % |

|  | 2.82 % |

|  | 1.24 % |

|  | 2.01 % |

|  | 0.05 % |

|  | 0.10 % |

|  | 0.19 % |

|  | 0.10 % |

|  | 0.12 % |

|  | 98.38 % |

|  | 1.57 % |

|  | 70.64 % |

|  | 29.36 % |

### Ayuntamiento de Abasolo
|  | 36.07 % |

|  | 55.58 % |

|  | 0.13 % |

|  | 0.00 % |

|  | 2.95 % |

|  | 4.75 % |

|  | 0.00 % |

|  | 0.00 % |

|  | 0.13 % |

|  | 0.13 % |

|  | 0.13 % |

|  | 0.13 % |

|  | 98.61 % |

|  | 1.39 % |

|  | 98.61 % |

|  | 21.24 % |

### Ayuntamiento de Allende
|  | 21.37 % |

|  | 36.11 % |

|  | 0.35 % |

|  | 2.70 % |

|  | 5.30 % |

|  | 1.93 % |

|  | 0.27 % |

|  | 31.32 % |

|  | 0.15 % |

|  | 0.51 % |

|  | 98.35 % |

|  | 1.65 % |

|  | 67.77 % |

|  | 32.23 % |

### Ayuntamiento de Arteaga
|  | 11.97 % |

|  | 50.33 % |

|  | 2.77 % |

|  | 0.45 % |

|  | 2.04 % |

|  | 0.45 % |

|  | 0.65 % |

|  | 2.02 % |

|  | 0.78 % |

|  | 0.45 % |

|  | 0.47 % |

|  | 25.32 % |

|  | 1.42 % |

|  | 0.27 % |

|  | 0.50 % |

|  | 0.12 % |

|  | 97.07 % |

|  | 2.89 % |

|  | 75.37 % |

|  | 24.63 % |

### Ayuntamiento de Candela
|  | 44.43 % |

|  | 50.90 % |

|  | 0.08 % |

|  | 0.94 % |

|  | 0.16 % |

|  | 1.79 % |

|  | 1.56 % |

|  | 0.00 % |

|  | 0.08 % |

|  | 0.08 % |

|  | 0.00 % |

|  | 0.00 % |

|  | 99.15 % |

|  | 0.85 % |

|  | 86.32 % |

|  | 13.65 % |

### Ayuntamiento de Castaños
|  | 14.47 % |

|  | 41.87 % |

|  | 27.05 % |

|  | 1.48 % |

|  | 1.89 % |

|  | 0.25 % |

|  | 0.99 % |

|  | 4.88 % |

|  | 4.86 % |

|  | 1.26 % |

|  | 0.16 % |

|  | 0.41 % |

|  | 0.25 % |

|  | 0.09 % |

|  | 0.09 % |

|  | 98.41 % |

|  | 1.58 % |

|  | 67.50 % |

|  | 32.50 % |

### Ayuntamiento de Cuatrocienegas
|  | 31.73 % |

|  | 44.99 % |

|  | 4.74 % |

|  | 0.39 % |

|  | 1.68 % |

|  | 11.17 % |

|  | 0.52 % |

|  | 2.05 % |

|  | 0.21 % |

|  | 0.47 % |

|  | 0.18 % |

|  | 0.24 % |

|  | 0.20 % |

|  | 0.05 % |

|  | 0.11 % |

|  | 98.52 % |

|  | 1.46 % |

|  | 69.64 % |

|  | 30.36 % |

### Ayuntamiento de Escobedo
|  | 1.06 % |

|  | 50.38 % |

|  | 35.07 % |

|  | 0.18 % |

|  | 0.24 % |

|  | 11.77 % |

|  | 0.65 % |

|  | 0.06 % |

|  | 0.18 % |

|  | 0.12 % |

|  | 0.30 % |

|  | 98.43 % |

|  | 0.00 % |

|  | 80.17 % |

|  | 19.83 % |

### Ayuntamiento de Francisco I. Madero
|  | 17.15 % |

|  | 33.55 % |

|  | 1.65 % |

|  | 4.16 % |

|  | 0.51 % |

|  | 0.37 % |

|  | 1.44 % |

|  | 6.80 % |

|  | 0.57 % |

|  | 5.17 % |

|  | 0.97 % |

|  | 2.09 % |

|  | 24.12 % |

|  | 1.25 % |

|  | 0.19 % |

|  | 98.00 % |

|  | 1.99 % |

|  | 73.13 % |

|  | 38.96 % |

### Ayuntamiento de General Cepeda
|  | 40.86 % |

|  | 33.46 % |

|  | 0.85 % |

|  | 0.35 % |

|  | 1.78 % |

|  | 7.24 % |

|  | 0.21 % |

|  | 0.32 % |

|  | 0.16 % |

|  | 1.15 % |

|  | 0.24 % |

|  | 13.37 % |

|  | 97.46 % |

|  | 2.53 % |

|  | 75.35 % |

|  | 24.65 % |

### Ayuntamiento de Guerrero
|  | 48.54 % |

|  | 46.53 % |

|  | 0.08 % |

|  | 1.34 % |

|  | 2.18 % |

|  | 0.25 % |

|  | 0.42 % |

|  | 0.25 % |

|  | 0.25 % |

|  | 0.00 % |

|  | 0.17 % |

|  | 0.00 % |

|  | 98.43 % |

|  | 1.57 % |

|  | 76.35 % |

|  | 23.65 % |

### Ayuntamiento de Hidalgo
|  | 16.17 % |

|  | 59.28 % |

|  | 0.36 % |

|  | 0.84 % |

|  | 0.00 % |

|  | 0.72 % |

|  | 21.32 % |

|  | 0.00 % |

|  | 0.84 % |

|  | 0.36 % |

|  | 0.12 % |

|  | 0.00 % |

|  | 98.58 % |

|  | 1.42 % |

|  | 84.45 % |

|  | 15.55 % |

### Ayuntamiento de Jiménez
|  | 13.45 % |

|  | 33.27 % |

|  | 2.20 % |

|  | 14.62 % |

|  | 15.04 % |

|  | 2.69 % |

|  | 0.36 % |

|  | 3.82 % |

|  | 0.00 % |

|  | 0.24 % |

|  | 14.31 % |

|  | 97.11 % |

|  | 2.87 % |

|  | 69.58 % |

|  | 30.42 % |

### Ayuntamiento de Juárez
|  | 2.26 % |

|  | 45.23 % |

|  | 38.87 % |

|  | 0.62 % |

|  | 5.74 % |

|  | 0.72 % |

|  | 0.21 % |

|  | 5.44 % |

|  | 0.41 % |

|  | 0.21 % |

|  | 0.00 % |

|  | 0.21 % |

|  | 0.10 % |

|  | 98.19 % |

|  | 1.81 % |

|  | 78.07 % |

|  | 21.93 % |

### Ayuntamiento de La Madrid
|  | 51.15 % |

|  | 40.57 % |

|  | 0.32 % |

|  | 0.00 % |

|  | 2.39 % |

|  | 2.39 % |

|  | 0.00 % |

|  | 0.48 % |

|  | 0.08 % |

|  | 2.15 % |

|  | 0.48 % |

|  | 0.00 % |

|  | 0.00 % |

|  | 98.59 % |

|  | 1.41 % |

|  | 87.75 % |

|  | 12.25 % |

### Ayuntamiento de Matamoros
|  | 9.31 % |

|  | 38.05 % |

|  | 1.18 % |

|  | 1.26 % |

|  | 0.93 % |

|  | 0.59 % |

|  | 1.41 % |

|  | 5.41 % |

|  | 0.39 % |

|  | 2.18 % |

|  | 9.81 % |

|  | 25.85 % |

|  | 0.72 % |

|  | 2.70 % |

|  | 98.59 % |

|  | 1.65 % |

|  | 74.03 % |

|  | 25.97 % |

### Ayuntamiento de Muzquiz
|  | 19.23 % |

|  | 43.11 % |

|  | 0.55 % |

|  | 0.49 % |

|  | 1.85 % |

|  | 9.87 % |

|  | 1.15 % |

|  | 7.19 % |

|  | 0.47 % |

|  | 14.26 % |

|  | 0.21 % |

|  | 0.74 % |

|  | 0.39 % |

|  | 0.15 % |

|  | 0.34 % |

|  | 97.87 % |

|  | 2.12 % |

|  | 63.36 % |

|  | 36.64 % |

### Ayuntamiento de Nadadores
|  | 28.31 % |

|  | 47.92 % |

|  | 0.64 % |

|  | 14.17 % |

|  | 0.14 % |

|  | 3.88 % |

|  | 1.74 % |

|  | 0.14 % |

|  | 0.35 % |

|  | 0.12 % |

|  | 2.60 % |

|  | 95.87 % |

|  | 4.13 % |

|  | 76.66 % |

|  | 23.34 % |

### Ayuntamiento de Nava
|  | 23.03 % |

|  | 50.74 % |

|  | 1.31 % |

|  | 1.90 % |

|  | 1.58 % |

|  | 1.13 % |

|  | 1.03 % |

|  | 6.73 % |

|  | 0.41 % |

|  | 10.74 % |

|  | 0.31 % |

|  | 0.36 % |

|  | 0.34 % |

|  | 0.12 % |

|  | 0.28 % |

|  | 98.15 % |

|  | 1.83 % |

|  | 63.66 % |

|  | 36.34 % |

### Ayuntamiento de Ocampo
|  | 13.16 % |

|  | 36.00 % |

|  | 1.50 % |

|  | 0.42 % |

|  | 40.71 % |

|  | 1.08 % |

|  | 5.34 % |

|  | 0.12 % |

|  | 0.47 % |

|  | 0.30 % |

|  | 0.23 % |

|  | 0.37 % |

|  | 0.26 % |

|  | 0.05 % |

|  | 97.45 % |

|  | 2.55 % |

|  | 64.76 % |

|  | 35.24 % |

### Ayuntamiento de Parras
|  | 5.16 % |

|  | 30.50 % |

|  | 1.27 % |

|  | 31.45 % |

|  | 1.31 % |

|  | 0.42 % |

|  | 18.51 % |

|  | 2.14 % |

|  | 0.27 % |

|  | 3.63 % |

|  | 4.12 % |

|  | 0.60 % |

|  | 0.62 % |

|  | 96.72 % |

|  | 3.28 % |

|  | 66.15 % |

|  | 33.85 % |

### Ayuntamiento de Progreso
|  | 6.25 % |

|  | 50.76 % |

|  | 8.71 % |

|  | 0.20 % |

|  | 0.98 % |

|  | 31.07 % |

|  | 1.03 % |

|  | 0.20 % |

|  | 0.54 % |

|  | 0.00 % |

|  | 0.15 % |

|  | 0.05 % |

|  | 0.05 % |

|  | 98.54 % |

|  | 1.46 % |

|  | 77.63 % |

|  | 22.37 % |

### Ayuntamiento de Sabinas
|  | 25.24 % |

|  | 37.32 % |

|  | 0.21 % |

|  | 0.64 % |

|  | 0.33 % |

|  | 1.18 % |

|  | 0.93 % |

|  | 2.68 % |

|  | 0.46 % |

|  | 29.09 % |

|  | 0.22 % |

|  | 0.61 % |

|  | 0.26 % |

|  | 0.10 % |

|  | 0.14 % |

|  | 98.49 % |

|  | 1.49 % |

|  | 65.61 % |

|  | 34.39 % |

### Ayuntamiento de Sacramento
|  | 7.20 % |

|  | 44.42 % |

|  | 0.19 % |

|  | 4.80 % |

|  | 19.00 % |

|  | 1.49 % |

|  | 2.66 % |

|  | 0.19 % |

|  | 2.33 % |

|  | 0.45 % |

|  | 16.86 % |

|  | 0.06 % |

|  | 0.26 % |

|  | 0.06 % |

|  | 97.84 % |

|  | 2.16 % |

|  | 93.31 % |

|  | 6.69 % |

### Ayuntamiento de San Buenaventura
|  | 20.91 % |

|  | 41.68 % |

|  | 0.86 % |

|  | 2.69 % |

|  | 18.03 % |

|  | 14.23 % |

|  | 0.75 % |

|  | 0.32 % |

|  | 0.52 % |

|  | 98.94 % |

|  | 1.03 % |

|  | 68.57 % |

|  | 31.43 % |

### Ayuntamiento de San Juan de Sabinas
|  | 56.28 % |

|  | 33.26 % |

|  | 0.19 % |

|  | 0.37 % |

|  | 0.97 % |

|  | 1.14 % |

|  | 0.57 % |

|  | 5.31 % |

|  | 0.23 % |

|  | 0.81 % |

|  | 0.22 % |

|  | 0.31 % |

|  | 0.22 % |

|  | 0.05 % |

|  | 0.07 % |

|  | 98.69 % |

|  | 1.31 % |

|  | 68.79 % |

|  | 31.21 % |

### Ayuntamiento de Sierra Mojada
|  | 15.53 % |

|  | 38.73 % |

|  | 0.29 % |

|  | 13.48 % |

|  | 0.05 % |

|  | 6.34 % |

|  | 0.19 % |

|  | 1.29 % |

|  | 23.77 % |

|  | 0.05 % |

|  | 0.24 % |

|  | 0.05 % |

|  | 98.54 % |

|  | 1.46 % |

|  | 57.85 % |

|  | 42.15 % |

### Ayuntamiento de Viesca
|  | 9.70 % |

|  | 44.25 % |

|  | 7.37 % |

|  | 0.79 % |

|  | 1.70 % |

|  | 3.53 % |

|  | 0.17 % |

|  | 1.87 % |

|  | 0.54 % |

|  | 19.35 % |

|  | 4.32 % |

|  | 6.08 % |

|  | 0.32 % |

|  | 98.02 % |

|  | 1.98 % |

|  | 75.69 % |

|  | 24.31 % |

### Ayuntamiento de Villa Unión
|  | 35.28 % |

|  | 43.57 % |

|  | 16.78 % |

|  | 0.16 % |

|  | 0.26 % |

|  | 1.85 % |

|  | 0.16 % |

|  | 0.84 % |

|  | 0.19 % |

|  | 0.29 % |

|  | 0.19 % |

|  | 0.32 % |

|  | 0.10 % |

|  | 97.11 % |

|  | 2.83 % |

|  | 66.88 % |

|  | 33.12 % |

### Ayuntamiento de Zaragoza
|  | 27.00 % |

|  | 38.34 % |

|  | 25.99 % |

|  | 1.18 % |

|  | 4.33 % |

|  | 0.34 % |

|  | 1.42 % |

|  | 0.80 % |

|  | 0.24 % |

|  | 0.37 % |

|  | 97.74 % |

|  | 2.22 % |

|  | 67.40 % |

|  | 32.60 % |

## Diputados
|  | 35.35 % |

|  | 29.93 % |

|  | 11.01 % |

|  | 4.00 % |

|  | 3.06 % |

|  | 2.87 % |

|  | 2.68 % |

|  | 2.50 % |

|  | 1.84 % |

|  | 1.82 % |

|  | 1.19 % |

|  | 0.99 % |

|  | 0.93 % |

|  | 0.87 % |

|  | 0.57 % |

|  | 97.38 % |

|  | 2.56 % |

|  | 60.07 % |

|  | 39.92 % |

## Candidatos de Mayoría Relativa

#### 1.º distrito. Acuña
|  | 13.87 % |

|  | 27.54 % |

|  | 15.12 % |

|  | 0.93 % |

|  | 1.71 % |

|  | 0.73 % |

|  | 3.59 % |

|  | 29.80 % |

|  | 0.21 % |

|  | 4.18 % |

|  | 0.09 % |

|  | 0.18 % |

|  | 0.60 % |

|  | 1.04 % |

|  | 0.41 % |

|  | 97.81 % |

|  | 2.16 % |

|  | 62.63 % |

|  | 37.37 % |

#### 2.º distrito. Piedras Negras
|  | 32.45 % |

|  | 37.48 % |

|  | 2.27 % |

|  | 2.62 % |

|  | 3.09 % |

|  | 1.30 % |

|  | 10.49 % |

|  | 32.45 % |

|  | 0.44 % |

|  | 2.06 % |

|  | 37.48 % |

|  | 32.45 % |

|  | 32.45 % |

|  | 3.11 % |

|  | 1.18 % |

|  | 97.21 % |

|  | 2.65 % |

|  | 59.36 % |

|  | 40.64 % |

#### 3.º distrito. Sabinas
|  | 29.83 % |

|  | 38.58 % |

|  | 0.56 % |

|  | 1.21 % |

|  | 1.03 % |

|  | 2.61 % |

|  | 6.21 % |

|  | 13.75 % |

|  | 0.12 % |

|  | 1.04 % |

|  | 0.16 % |

|  | 0.46 % |

|  | 0.37 % |

|  | 2.63 % |

|  | 0.32 % |

|  | 97.78 % |

|  | 2.16 % |

|  | 64.02 % |

|  | 35.98 % |

#### 4.º distrito. San Pedro de las Colonias
|  | 24.21 % |

|  | 35.62 % |

|  | 2.27 % |

|  | 2.80 % |

|  | 1.75 % |

|  | 4.99 % |

|  | 8.49 % |

|  | 8.37 % |

|  | 0.44 % |

|  | 3.27 % |

|  | 0.29 % |

|  | 2.51 % |

|  | 0.97 % |

|  | 2.94 % |

|  | 1.09 % |

|  | 96.77 % |

|  | 3.19 % |

|  | 70.95 % |

|  | 29.05 % |

#### 5.º distrito. Monclova
|  | 33.73 % |

|  | 34.98 % |

|  | 2.09 % |

|  | 1.76 % |

|  | 1.79 % |

|  | 0.84 % |

|  | 15.88 % |

|  | 3.43 % |

|  | 0.36 % |

|  | 1.00 % |

|  | 0.13 % |

|  | 0.18 % |

|  | 0.70 % |

|  | 2.07 % |

|  | 1.05 % |

|  | 97.69 % |

|  | 2.26 % |

|  | 66.10 % |

|  | 33.90 % |

#### 6.º distrito. Frontera
|  | 28.89 % |

|  | 33.27 % |

|  | 6.05 % |

|  | 3.50 % |

|  | 4.11 % |

|  | 1.01 % |

|  | 16.39 % |

|  | 0.33 % |

|  | 0.26 % |

|  | 1.69 % |

|  | 0.14 % |

|  | 0.17 % |

|  | 0.92 % |

|  | 2.27 % |

|  | 1.00 % |

|  | 97.41 % |

|  | 2.52 % |

|  | 59.68 % |

|  | 40.32 % |

#### 7.º distrito. Matamoros
|  | 13.34 % |

|  | 36.83 % |

|  | 2.08 % |

|  | 2.58 % |

|  | 1.00 % |

|  | 0.41 % |

|  | 8.01 % |

|  | 2.42 % |

|  | 3.04 % |

|  | 6.02 % |

|  | 0.56 % |

|  | 18.11 % |

|  | 0.45 % |

|  | 4.55 % |

|  | 0.61 % |

|  | 97.84 % |

|  | 2.13 % |

|  | 74.62 % |

|  | 25.38 % |

#### 8.º distrito. Torreón
|  | 42.01 % |

|  | 28.51 % |

|  | 3.84 % |

|  | 3.13 % |

|  | 1.64 % |

|  | 0.82 % |

|  | 11.80 % |

|  | 0.29 % |

|  | 0.68 % |

|  | 1.31 % |

|  | 0.44 % |

|  | 0.57 % |

|  | 0.46 % |

|  | 1.74 % |

|  | 2.77 % |

|  | 97.49 % |

|  | 2.48 % |

|  | 63.17 % |

|  | 36.83 % |

#### 9.º distrito. Torreón
|  | 41.19 % |

|  | 36.73 % |

|  | 2.03 % |

|  | 2.33 % |

|  | 1.62 % |

|  | 0.94 % |

|  | 10.48 % |

|  | 0.23 % |

|  | 0.53 % |

|  | 0.59 % |

|  | 0.20 % |

|  | 0.30 % |

|  | 0.48 % |

|  | 1.62 % |

|  | 0.74 % |

|  | 97.95 % |

|  | 2.01 % |

|  | 67.35 % |

|  | 32.65 % |

#### 10.º distrito. Torreón
|  | 41.32 % |

|  | 33.76 % |

|  | 1.90 % |

|  | 2.46 % |

|  | 2.18 % |

|  | 0.95 % |

|  | 12.74 % |

|  | 0.26 % |

|  | 0.47 % |

|  | 0.75 % |

|  | 0.50 % |

|  | 0.44 % |

|  | 1.48 % |

|  | 0.61 % |

|  | 97.80 % |

|  | 2.16 % |

|  | 65.04 % |

|  | 34.96 % |

#### 11.º distrito. Torreón
|  | 39.56 % |

|  | 31.76 % |

|  | 2.42 % |

|  | 3.09 % |

|  | 1.88 % |

|  | 0.96 % |

|  | 14.56 % |

|  | 0.27 % |

|  | 0.53 % |

|  | 0.70 % |

|  | 0.28 % |

|  | 0.55 % |

|  | 0.55 % |

|  | 2.05 % |

|  | 0.83 % |

|  | 97.93 % |

|  | 2.01 % |

|  | 63.17 % |

|  | 36.83 % |

#### 12.º distrito. Ramos Arizpe
|  | 21.69 % |

|  | 38.42 % |

|  | 2.70 % |

|  | 5.33 % |

|  | 1.60 % |

|  | 0.58 % |

|  | 6.89 % |

|  | 1.09 % |

|  | 0.30 % |

|  | 5.56 % |

|  | 6.72 % |

|  | 0.27 % |

|  | 1.42 % |

|  | 4.77 % |

|  | 2.68 % |

|  | 95.57 % |

|  | 4.38 % |

|  | 65.71 % |

|  | 34.29 % |

#### 13.º distrito. Saltillo
|  | 29.08 % |

|  | 39.66 % |

|  | 1.49 % |

|  | 2.79 % |

|  | 1.57 % |

|  | 0.74 % |

|  | 13.12 % |

|  | 0.46 % |

|  | 0.41 % |

|  | 4.46 % |

|  | 1.42 % |

|  | 0.28 % |

|  | 1.60 % |

|  | 2.02 % |

|  | 0.91 % |

|  | 97.19 % |

|  | 2.70 % |

|  | 60.64 % |

|  | 39.36 % |

#### 14.º distrito. Saltillo
|  | 40.35 % |

|  | 30.13 % |

|  | 1.56 % |

|  | 2.09 % |

|  | 1.47 % |

|  | 0.85 % |

|  | 12.41 % |

|  | 0.50 % |

|  | 0.19 % |

|  | 3.01 % |

|  | 0.58 % |

|  | 0.20 % |

|  | 1.34 % |

|  | 2.16 % |

|  | 0.71 % |

|  | 97.38 % |

|  | 2.56 % |

|  | 64.54 % |

|  | 35.46 % |

#### 15.º distrito. Saltillo
|  | 28.60 % |

|  | 38.54 % |

|  | 1.69 % |

|  | 3.94 % |

|  | 1.62 % |

|  | 0.83 % |

|  | 12.75 % |

|  | 0.32 % |

|  | 0.30 % |

|  | 5.81 % |

|  | 0.76 % |

|  | 0.22 % |

|  | 1.58 % |

|  | 2.19 % |

|  | 0.87 % |

|  | 97.00 % |

|  | 2.95 % |

|  | 61.55 % |

|  | 38.45 % |

#### 16.º distrito. Saltillo
|  | 22.86 % |

|  | 42.16 % |

|  | 1.85 % |

|  | 2.81 % |

|  | 1.64 % |

|  | 0.58 % |

|  | 12.67 % |

|  | 0.42 % |

|  | 0.29 % |

|  | 3.83 % |

|  | 2.42 % |

|  | 0.31 % |

|  | 2.24 % |

|  | 2.99 % |

|  | 0.66 % |

|  | 97.04 % |

|  | 2.88 % |

|  | 61.97 % |

|  | 38.03 % |